# Білокобильський Олександр Володимирович

Білокобильський Олександр Володимирович.

Білокобильський Олександр Володимирович (4 червня 1971 р., Макіївка) — український філософ, доктор філософських наук, професор.

## Освіта і професійна діяльність
У 1993 р. закінчив Донецький політехнічний інститут за спеціальністю «Шахтне та підземне будівництво» та отримав кваліфікацію "Гірничий інженер-будівельник". В 1989–1999 працював на вугледобувних підприємствах Донбасу. 1997–2001 — навчався в аспірантурі Донецького державного університету управління.

У 2003 р. захистив кандидатську дисертацію з філософії у вченій раді Інституту філософії імені Г. С. Сковороди НАН України (науковий керівник — проф. ЦГО НАНУ  Пасько І. Т.) зі спеціальності 09.00.09 — «філософія науки» за темою «Місце і значення міфу як елемента онтології науки».

Докторську дисертацію за темою «Фундаментальні принципи і стратегії раціональності Модерна» (09.00.01 — «онтологія, гносеологія, феноменологія») захистив у 2008 р. в Інституті філософії імені Г. С. Сковороди НАН України (науковий консультант — академік НАНУ Попович М. В.). Професор (2011).

З 2002 по 2011 р. — викладач та завідувач кафедри філософії Державного університету інформатики і штучного інтелекту (до 2007 — ДонДІ і ШІ). В 2007–2011 — декан факультету філософії і релігієзнавства Державного університету інформатики і штучного інтелекту. З 2011 — професор кафедри філософії Донецького національного технічного університету.

З 2007 р. — заступник головного редактора фахового журналу «Наука. Релігія. Суспільство». Керівник Центру практичної філософії та когнітивних досліджень. Автор понад 100 наукових навчально-методичних праць, зокрема монографій «Від науки до міфу. Онтологічні дослідження» (2004) та «Основания и стратегии рациональности Модерна» (2008).

### Редатор колективних праць
1. Філософи	Донбасу. – Донецьк: ТОВ «Східний	видавничий дім», 2014. – 299 с.
2. Вододіли	секуляризації / Український інститут	стратегій глобального розвитку і	адаптації.	–	Вінниця	:	Нілан-ЛТД, 2015.	–	240 с.
3. Східноукраїнський	конфлікт в контексті глобальних	трансформацій	/ Український інститут стратегій	глобального розвитку і адаптації;	Український культурологічний центр;	ТОВ «Східний видавничий дім». – Донецьк,	2015. – 364 с.
4. Східноукраїнський	конфлікт в контексті глобальних	трансформацій. Збірник статей. Випуск	2 / Український інститут стратегій	глобального розвитку і адаптації. –	Вінниця, ТОВ «Нілан-ЛТД», 2016. – 270 с.
5. Метафізика	Донецька. Філософські есе. – Вінниця,	ТОВ «Нілан-ЛТД», 2016. – 228 с.

### Співавтор підручників
1. Філософія.	Кредитно-модульний курс  : підруч.	для студ. вищ. Навч. закл.	// Х. : НФаУ : Золоті сторінки, 2014. —	472 с. Затверджено МОН  (К.А. Іванова,	Т.В. Гардашук та ін).

### Вибрані статті
1. Социальная	природа человеческого мышления и	искусственный интеллект // Искусственный	интеллект. – 2010. - №3, стр. 3-4
2. Чи	постане постідеологічний час? Конфлікт	історій та національна ідентичність	// Донецький вісник наукового	товариства ім. Шевченка. Філософія,	суспільство, педагогіка, Т.30, – Донецьк,	2010, С. 198-204.
3. Возможна	ли нравственность, не зависимая от	религии? // Наука. Релігія. Суспільство.	- 2011. – № 1. – С. 185-189 (фахове видання)
4. Реальность.	Ее структура и социальная природа //	Наука. Релігія. Суспільство. - 2011. – № 4.	– С. 68-72 (фахове видання)
5. За	порогом Модерна. Религиозная природа	культурной идентичности // Практична	філософія. – 2012. - №1. – С.118-126 (фахове	видання)
6. Проблема	раціонального розуміння ірраціонального	в науці про релігію // Українське	релігієзнавство №62-63, 2012  (фахове	видання)
7. Воля	чи розум, або що таке штучний інтелект?	// Психологія і суспільство. – 2013. - №2.	– С. 58-63 (фахове видання)
8. Realnosc	transcendentnogo. Rozwazania ontologiczne o tozsamosci europejskiej	// Wspolnotowosc I postawa uniwersalistyczna	№8/2012-2013	(Польща)
9. Українська	інтелігенція та професійна відповідальність	інтелектуалів // Філософська думка. –	2014.-№2 – С. 43-147 (фахове видання)
10. Социальные	основания научного «реализма» // Сборник	работ Международной	конференции «Социальная философия	науки. Российская перспектива» 18-19	ноября 2014, Москва.	Секция 2. Социальная онтология науки.	Под ред. И.Т.Касавина, С.19-22
11. Времявороты абсолюта: религиозно-метафизические идеи в позднем творчестве Сергея Борисовича Крымского // Практична філософія. – 2014. - №4. – С. 109-116 (фахове видання)
12. Глобальні зіткнення постсекулярного світу та українське питання // Східноукраїнський конфлікт в контексті глобальних трансформацій (випуск 2), 2016, 292 с. Стр. 8-24. (з В. Левицьким)